# Acmaeodera amplicollis
Acmaeodera amplicollis är en skalbaggsart som beskrevs av Leconte 1866. Acmaeodera amplicollis ingår i släktet Acmaeodera och familjen praktbaggar. Inga underarter finns listade i Catalogue of Life.